# Dendrobium puberulilingue
Dendrobium puberulilingue är en orkidéart som beskrevs av Johannes Jacobus Smith. Dendrobium puberulilingue ingår i släktet Dendrobium, och familjen orkidéer. Inga underarter finns listade i Catalogue of Life.